# Marcin Nowak (Leichtathlet)
Marcin Nowak (Marcin Andrzej Nowak; * 2. August 1977 in Stalowa Wola) ist ein polnischer Sprinter.
Bei den Europameisterschaften 1998 in Budapest wurde er Achter über 100 Meter und gewann Bronze in der 4-mal-100-Meter-Staffel. Im Jahr darauf holte er bei den U23-Europameisterschaften in Göteborg Silber über 100 Meter. Bei den Weltmeisterschaften 1999 in Sevilla und bei den Olympischen Spielen 2000 in Sydney erreichte er über diese Distanz das Viertelfinale und kam mit der polnischen 4-mal-100-Meter-Stafette auf den sechsten bzw. den achten Platz.
2002 gewann er mit der polnischen Mannschaft bei den Europameisterschaften in München Silber in der 4-mal-100-Meter-Staffel, 2003 wurde er mit ihr Fünfter. Bei den Olympischen Spielen 2008 in Peking war er erneut Teil der polnischen 4-mal-100-Meter-Stafette, schied aber mit ihr im Vorlauf aus.
2000 wurde er nationaler Meister über 100 Meter, 2003 Hallenmeister über 60 Meter.

## Persönliche Bestzeiten
- 60 m (Halle): 6,57 s, 7. März 1999, Maebashi
- 100 m: 10,21 s, 4. August 2000, Krakau
- 200 m: 20,51 s, 6. August 2000, Krakau
  - Halle: 21,32 s, 27. Februar 2009, Chemnitz